# Moma (Malanje)
Moma é uma vila e comuna angolana que se localiza na província de Malanje, pertencente ao município de Quela.